# Bell ARH-70 Arapaho
Bell ARH-70 Arapaho je lahki enomotorni vojaški helikopter, ki ga je Bell Helicopter razvil za razpis Armed Reconnaissance Helicopter (ARH). ARH-70 naj bi nasledil OH-58D Kiowa Warrior, vendar ni bil izbran, zato so program 16. oktobra 2008 preklicali. 
Arapaho je bil zasnovan na podlagi komercialno uspešnega Bell 407. Imel je štirikraki glavni rotor, ki ga je poganjal turbogredni motor Honeywell HTS900 z močjo 970 KM.

## Specifikacije (ARH-70)
Podatki iz Bell ARH-70, Bell 407
Splošne karakteristike
- Posadka: 2 pilota
- Število sedežev: 6 potnikov
- Dolžina: 34 ft 8 in (10,57 m)
- Premer rotorja: 35 ft 0 in 35 (10,67 m)
- Višina: 11 ft 8 in (3,56 m)
- Površina rotorjev: 962 ft² (89 m²)
- Teža praznega letala: 2598 lb (1178 kg)
- Naložena teža: 5000 lb (2268 kg)
- Uporaben tovor: 1868 lb (847 kg)
- Maks. vzletna teža: 5000 lb (2268 kg)
- Pogon letala: 1 ×  turbogredni Honeywell HTS900-2, 970 KM (723 kW)

 Zmogljivost 
- Maks. hitrost: 140 vozlov (161 mph, 259 km/h)
- Potovalna hitrost: 113 vozlov (130 mph, 209 km/h)
- Doseg: >162 nmi (186 milj, 300 km)
- Višina leta: 20000 ft (6096 m)

Oborožitev

- Strelno orožje: 1× GAU-19 .50 in Gatlingov top
- Rakete: Hydra 70 2.75 in (70 mm) rakete